# Шквал (боевой модуль)
КБА-105 «Шквал» — унифицированный башенный боевой модуль украинского производства, предназначенный для установки на боевые машины пехоты, бронетранспортёры и легкобронированную бронетехнику.

## История
Боевой модуль КБА-105 «Шквал» был разработан в конце 1990-х - начале 2000-х годов киевским Научно-техническим центром артиллерийско-стрелкового вооружения («НТЦ АСО») при участии специалистов ЦНИИ вооружения и военной техники вооружённых сил Украины в ходе выполнения опытно-конструкторских работ по теме «Блиндаж».
В марте 2001 года на выставке вооружения и военной техники IDEX-2001 в Абу-Даби был впервые представлен бронетранспортёр БТР-3У, оснащённый боевым модулем КБА-105 «Шквал». В дальнейшем, модуль устанавливался на БМП-1У, МТ-ЛБМШ и БТР-4.
30 марта 2017 и. о. директора Житомирского бронетанкового завода М. Мосин сообщил в интервью о намерении ГК "Укроборонпром" начать устанавливать боевой модуль "Шквал" на бронетранспортёры БТР-70, модернизируемые для вооружённых сил Украины.

## Описание
Основным вооружением боевого модуля КБА-105 «Шквал» является 30-мм автоматическая пушка двойного питания (2А72 или её аналоги украинского производства) с боекомплектом 350 снарядов. С пушкой спарен 7,62-мм пулемёт (ПКТ или его аналог КТ-7,62 украинского производства) с боекомплектом 2500 патронов, также установлены 30-мм автоматический гранатомёт (АГ-17 или его аналог КБА-117 украинского производства) с боекомплектом 116 выстрелов, ПТРК («Конкурс» или его аналог украинского производства) и шесть 81-мм пусковых установок дымовых аэрозольных гранат «Туча». Конструкция модуля позволяет заменить противотанковые управляемые ракеты типа «Конкурс» на ПТУР типа «Red Arrow» или другие аналоги (в том числе, наводящиеся на цель по лазерному лучу). Прицельные приспособления КБА-105 «Шквал» включают в себя оптико-телевизионный прицельный комплекс ОТП-20 «Циклоп-1» (который интегрирован с системой управления ПТУР) и стабилизатор вооружения СВУ-500 «Карусель».
Механизм поворота башни КБА.105-07.00.000 оснащён датчиком ДУ-04 (информирующим оператора о повороте башни), который производится Киевским заводом автоматики им. Г. И. Петровского.
На первые образцы боевого модуля могли быть установлены лазерный дальномер ВДЛ-2 и инфракрасный прожектор ОУ-5.
Масса боевого модуля (с полным боекомплектом) составляет 1300 кг, масса модуля с усиленной защитой и дополнительным оборудованием составляет 2000 кг.

## Варианты и модификации
- КБА-105ТБ «Шквал-А» — вариант для установки на модернизируемые БМП-1, производство которого освоил Житомирский бронетанковый завод (вместо стабилизатора вооружения СВУ-500 установлен стабилизатор вооружения СВУ-500-3Ц)[11][12].

Дальнейшим развитием боевого модуля КБА-105 стал боевой модуль БМ-3М «Штурм».

## Страны-эксплуатанты
- Грузия: в 2007 году заказаны и в период до начала войны в Грузии получены 15 БМП-1У[13] (из них 14 потеряны в войне).
- Мьянма: в 2007 году было закуплено 10 и в 2009 году — ещё 16 МТ-ЛБМШ
- Узбекистан: модули были установлены на два речных бронекатера проекта 58150 «Гюрза», в 2004 году построенных на Украине для Узбекистана[7]
- Украина: модуль прошёл государственные испытания и принят на вооружение вооружённых сил вместе с БТР-3У и БМП-1У[7]
- Чад: модулями оснащены три БМП-1У, закупленные для вооружённых сил республики Чад[14]